# Ultimatum (comics)
Pour les articles homonymes, voir Ultimatum (homonymie).
Ultimatum est un cross-over de toutes les séries de l'univers Ultimate Marvel (Ultimate Spider-Man, Ultimate X-Men, Ultimates et Ultimate Fantastic Four).
Le scénario repose sur une offensive de Magnéto contre l'ensemble de l'humanité, son but clairement affiché étant de tuer tous les humains.
D'un point de vue éditorial, il s'agit d'achever, sur une histoire forte, plusieurs séries, de remédier au relatif échec commercial d'Ultimate en diminuant le nombre total de séries. Pour donner une véritable fin à ces séries plusieurs personnages importants sont tués.

## Histoire

### Sexe, mensonges et DVD
L’évènement déclencheur est présenté dans Ultimates volume 3, « Sexe, mensonges et DVD » : la Sorcière Rouge a été tuée par Ultron, robot créé par Hank Pym, et Vif-Argent est annoncé mort, tué d'une balle par Œil de Faucon, qui voulait tuer Magnéto. Furieux de la mort de ses enfants, Magnéto réussit à prendre à Thor son marteau Mjönlir. On apprend plus tard que le docteur Fatalis avait provoqué ces événements.

### Ultimatum
Pour se venger, Magneto fait déferler un raz-de-marée sur New-York. Du côté des Quatre Fantastiques, le professeur Storm meurt noyé tandis que Johnny Storm est porté disparu. Red Richard, Sue Storm et Ben ont réussi à s'échapper. Sue arrive alors à éloigner la mer via un champ de force mais elle tombe dans le coma juste après.
Concernant l’équipe des Ultimates, Hank Pym retrouve sa femme Jan (alias La Guêpe) dévorée par Le Colosse. Il se sacrifiera en emportant les clones kamikaze de Maddox. Captain America et Tony Stark, alias Iron Man, s'en sortent indemnes.  Thor se sacrifie afin de sauver la Valkyrie de l'enfer.
Quant à Peter Parker (Spider-Man), sa tante est arrêtée par la police qui veut l'interroger au sujet de Spider-Man. Peter, en ville avec Mary Jane, Kitty Pride, Gwen, et Kong, part aux secours de survivants. On apprend la mort de Daredevil, du Docteur Strange.
Du côté des X-Men, Dazzler, Diablo et le Fauve sont morts noyés ; le seul survivant est Angel. Au manoir de Charles Xavier, Jean Grey, Wolverine et Cyclope vont rejoindre les Ultimates tandis que Malicia s'associe à son ancien mentor, Vindicator, Dents de sabre et le Fléau. Le manoir est attaqué par un groupe anti mutant tuant quelques X-Men. Le Fléau meurt également. Cyclope, Wolverine et Magnéto meurent également.

### Requiem
Spider-Man est retrouvé vivant, les X-Men procèdent à des funérailles et les Quatre Fantastiques se séparent.

## Parutions formant le chassé-croisé
Préalablement, « Ultimates: Origin » (publié en France par Panini en hors-série nº9 de Ultimates) sert de résumé du cadre général avant l’évènement déclencheur présenté dans « Sexe, mensonges et DVD ». Suivent alors :
- Ultimate Spider-Man, tomes 132 à 133
- « Ultimatum », cinq tomes de la série habituelle Ultimates
- Ultimate Fantastic Four tomes 58 à 60
- Ultimate X-Men, tomes 98 à 100

Par la suite, quatre tomes intitulés « Ultimate: Requiem » (hors-série nº10 en France) relatent l’après-choc pour Spider-Man, les X-Men et les Quatre Fantastiques.
En France, seuls les cinq tomes de « Ultimatum » ont été rassemblés en format relié chez Marvel Deluxe, avec « Sexe, mensonges et DVD » qui sert de prologue. Les autres tomes ont été publiés dans les magazines kiosques par Panini.

## Auteurs
- Aron E. Coleite (Ultimate X-Men)
- Jeph Loeb (Ultimates)
- Brian Michael Bendis (Ultimate Spider-Man)